# Ierland op het Europees kampioenschap voetbal 2016
Ierland was een van de deelnemende landen aan het Europees kampioenschap voetbal 2016 in Frankrijk. Het was de derde deelname voor het land. Bondscoach Martin O'Neill nam voor de eerste keer deel aan het toernooi. Ierland werd in de achtste finale uitgeschakeld door Frankrijk.

## Kwalificatie

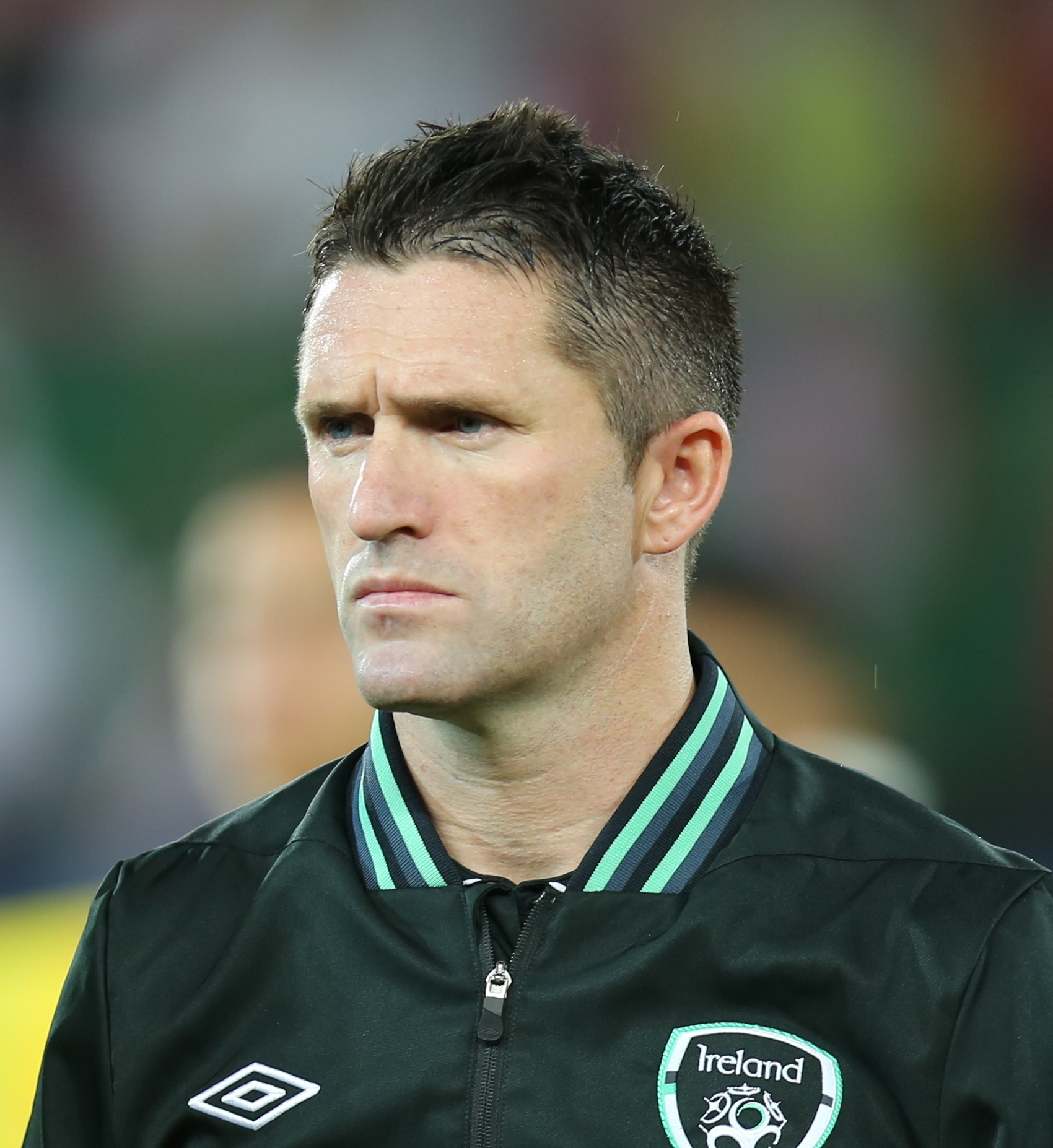
Robbie Keane scoorde vijf keer tijdens de kwalificatiecampagne.

Ierland begon op 7 september 2014 met een uitwedstrijd aan de kwalificatiecampagne. Het team van bondscoach Martin O'Neill ging in Georgië in extremis winnen. Het was lang 1-1 na goals van Aiden McGeady en Tornike Okriasjvili, maar in de slotseconden wist McGeady een tweede keer te scoren, waardoor Ierland met drie punten aan de kwalificatie begon. Een maand later blikte Ierland het kleine Gibraltar in met 7-0. Robbie Keane scoorde een hattrick en McGeady was goed voor opnieuw twee doelpunten.
Op 14 oktober 2014 deed Ierland een gouden zaak in de kwalificatiecampagne door verrassend gelijk te spelen tegen regerend wereldkampioen Duitsland. De Duisters kwamen voor eigen volk 1-0 voor, maar zagen hoe verdediger John O'Shea in de 94e minuut subtiel een voorzet met de buitenkant van de voet in doel verlengde en zo een punt uit de brand sleepte voor Ierland. Precies een maand later nam Ierland het op tegen buurland Schotland. Het werd 1-0 voor de Schotten na een goal van Shaun Maloney.
Na de jaarwisseling stond er opnieuw een belangrijke confrontatie op het programma. Ierland ontving Polen, dat al in de eerste helft op voorsprong kwam. Opnieuw wisten de Ieren in de slotseconden een punt uit de brand te slepen. Ditmaal zorgde Shane Long in de 92e minuut voor de gelijkmaker. Enkele maanden later, in juni 2015, speelde het elftal van O'Neill gelijk tegen Schotland. Het werd in Dublin 1-1 na een goal van Jon Walters en een eigen doelpunt van O'Shea.
Begin september 2015 pakte Ierland zes noodzakelijke punten. Eerst werd er met 0-4 gewonnen van Gibraltar, nadien had het aan een doelpunt genoeg om ook van Georgië te winnen. Op 8 oktober 2015 versloegen de Ieren ook verrassend Duitsland. De wereldkampioen kon de Ierse organisatie niet ontwrichten en incasseerde na 70 minuten een doelpunt van Shane Long. De Ierse aanvaller werd door reservedoelman Darren Randolph, die was ingevallen na de blessure van Shay Given, gelanceerd met een verre uittrap. Long snelde de Duitse defensie voorbij en trapte de bal hard voorbij Manuel Neuer.
Door de zege deelden Ierland en Polen de tweede plaats in groep D. Beide teams hadden 18 punten en moesten het bovendien nog tegen elkaar opnemen op de slotspeeldag. Bij een zege of een gelijkspel met een score van 2-2 of hoger kon Ierland zich rechtstreeks kwalificeren voor het EK. Het werd een spannend duel waarbij Polen voor eigen volk al snel op voorsprong kwam. Walters maakte enkele minuten later via een strafschop gelijk. Net voor de rust liep Polen opnieuw uit na een goal van Robert Lewandowski. Ierland ging op zoek naar de noodzakelijke gelijkmaker, maar slaagde er niet meer in om te scoren. In de slotseconden pakte O'Shea zelfs nog een tweede gele kaart.
Door de nederlaag eindigde Ierland op de derde plaats, waardoor het in november 2015 nog twee barragewedstrijden moest spelen tegen Bosnië en Herzegovina. De heenwedstrijd in Zenica eindigde in een gelijkspel na late treffers van Edin Džeko en Robbie Brady. In Dublin maakte Ierland de klus af. Walters scoorde twee keer en loodste zijn land zo voor de tweede keer op rij naar het EK.

### Kwalificatieduels
| 7 september 2014 | Georgië   | 1 – 2 | Ierland   |
| 11 oktober 2014  | Ierland   | 7 – 0 | Gibraltar |
| 14 oktober 2014  | Duitsland | 1 – 1 | Ierland   |
| 14 november 2014 | Schotland | 1 – 0 | Ierland   |
| 29 maart 2015    | Ierland   | 1 – 1 | Polen     |
| 13 juni 2015     | Ierland   | 1 – 1 | Schotland |
| 4 september 2015 | Gibraltar | 0 – 4 | Ierland   |
| 7 september 2015 | Ierland   | 1 – 0 | Georgië   |
| 8 oktober 2015   | Ierland   | 1 – 0 | Duitsland |
| 11 oktober 2015  | Polen     | 2 – 1 | Ierland   |

### Stand groep D
| Nr. | Land      | GW | W | G | V  | DV | DT | DS  | Ptn |
| --- | --------- | -- | - | - | -- | -- | -- | --- | --- |
| 1   | Duitsland | 10 | 7 | 1 | 2  | 24 | 9  | +15 | 22  |
| 2   | Polen     | 10 | 6 | 3 | 1  | 33 | 10 | +23 | 21  |
| 3   | Ierland   | 10 | 5 | 3 | 2  | 19 | 7  | +12 | 18  |
| 4   | Schotland | 10 | 4 | 3 | 3  | 22 | 12 | +10 | 15  |
| 5   | Georgië   | 10 | 3 | 0 | 7  | 10 | 16 | -6  | 9   |
| 6   | Gibraltar | 10 | 0 | 0 | 10 | 2  | 56 | -54 | 0   |

### Selectie en statistieken

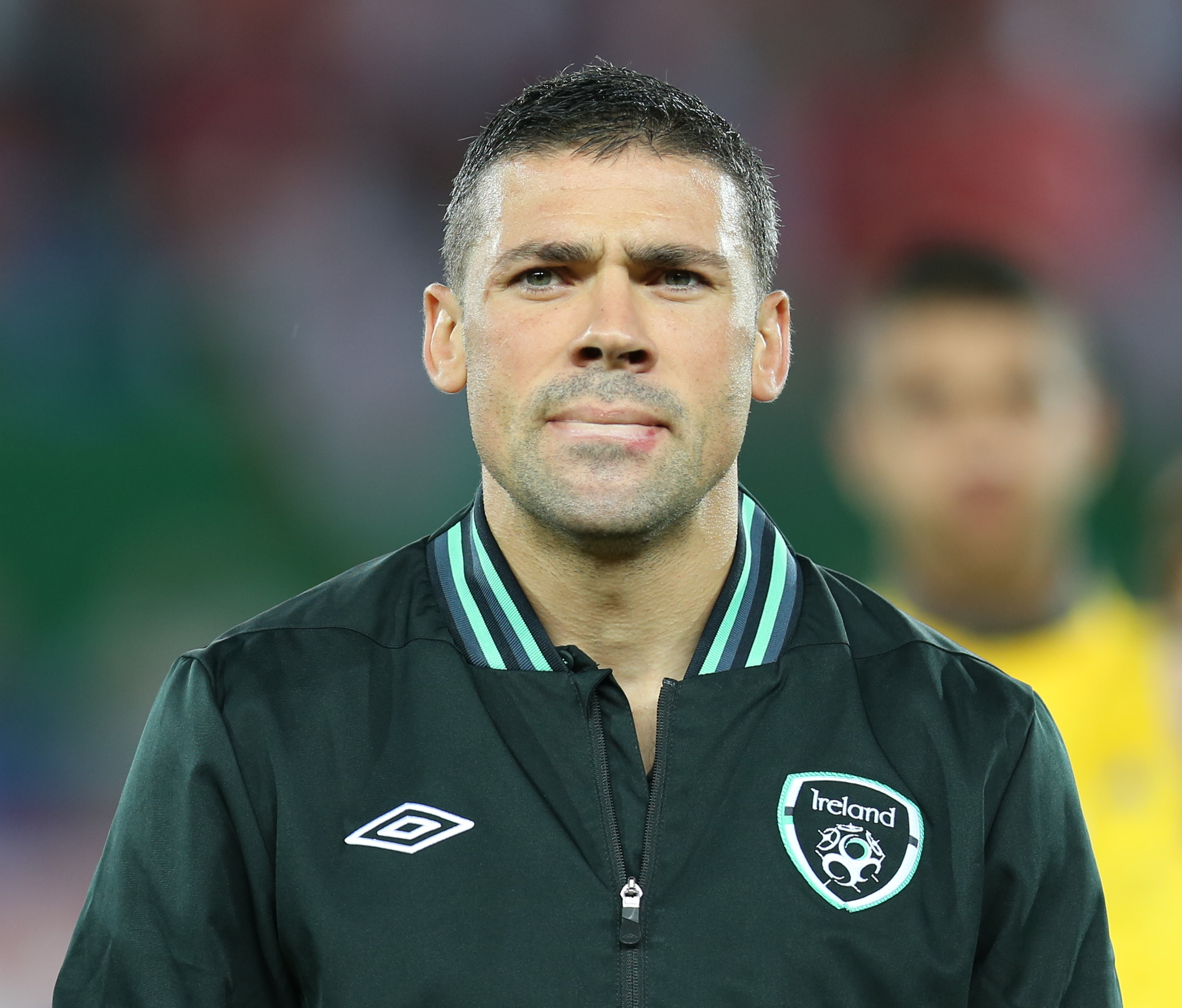
Jon Walters telde in de barragewedstrijden Bosnië en Herzegovina uit met twee doelpunten.

Bondscoach Martin O'Neill maakte tijdens de kwalificatiecampagne gebruik van 25 spelers.
| Naam            | GW |   | AS |   |   |   |   |   |
| --------------- | -- | - | -- | - | - | - | - | - |
| Robbie Brady    | 11 | 1 | 0  | 0 | 0 | 0 | 3 | 1 |
| John O'Shea     | 11 | 1 | 0  | 1 | 1 | 0 | 1 | 0 |
| Jeff Hendrick   | 10 | 0 | 3  | 1 | 0 | 0 | 1 | 1 |
| Wesley Hoolahan | 10 | 1 | 3  | 2 | 0 | 0 | 2 | 6 |
| Jon Walters     | 10 | 5 | 0  | 2 | 0 | 0 | 0 | 0 |
| Robbie Keane    | 9  | 5 | 1  | 0 | 0 | 0 | 3 | 5 |
| Shane Long      | 9  | 3 | 0  | 1 | 0 | 0 | 7 | 2 |
| James McCarthy  | 9  | 0 | 1  | 2 | 0 | 0 | 0 | 2 |
| James McClean   | 9  | 2 | 0  | 3 | 0 | 0 | 5 | 1 |
| Glenn Whelan    | 9  | 0 | 0  | 4 | 0 | 0 | 0 | 5 |
| Séamus Coleman  | 8  | 0 | 0  | 2 | 0 | 0 | 0 | 0 |
| Aiden McGeady   | 8  | 2 | 1  | 1 | 0 | 0 | 3 | 1 |
| Stephen Ward    | 6  | 0 | 0  | 1 | 0 | 0 | 0 | 3 |
| Marc Wilson     | 6  | 0 | 0  | 2 | 0 | 0 | 1 | 0 |
| Shay Given      | 5  | 0 | 0  | 0 | 0 | 0 | 0 | 1 |
| Richard Keogh   | 5  | 0 | 0  | 0 | 0 | 0 | 0 | 0 |
| Daryl Murphy    | 5  | 0 | 1  | 0 | 0 | 0 | 1 | 3 |
| Ciaran Clark    | 4  | 0 | 0  | 0 | 0 | 0 | 0 | 0 |
| David Forde     | 4  | 0 | 0  | 0 | 0 | 0 | 0 | 0 |
| David Meyler    | 4  | 0 | 0  | 0 | 0 | 0 | 2 | 0 |
| Stephen Quinn   | 4  | 0 | 0  | 1 | 0 | 0 | 2 | 2 |
| Darren Randolph | 4  | 0 | 1  | 0 | 0 | 0 | 1 | 0 |
| Darron Gibson   | 3  | 0 | 0  | 0 | 0 | 0 | 1 | 1 |
| Cyrus Christie  | 2  | 1 | 0  | 0 | 0 | 0 | 0 | 0 |
| Kevin Doyle     | 1  | 0 | 0  | 0 | 0 | 0 | 1 | 0 |

### Play-off
| 13 november 2015 | Bosnië en Herzegovina | 1 – 1 | Ierland               |
| 16 november 2015 | Ierland               | 2 – 0 | Bosnië en Herzegovina |

## EK-voorbereiding

### Wedstrijden
|                                                |          |       |             |                                                                                        |
| 25 maart 2016 «onderlinge duels» 20:45 (UTC+1) | Ierland  | 1 – 0 | Zwitserland | Aviva Stadium, Dublin Toeschouwers: 35.450 Scheidsrechter: Miroslav Zelinka (Tsjechië) |
| 25 maart 2016 «onderlinge duels» 20:45 (UTC+1) | Clark 2' |       |             | Aviva Stadium, Dublin Toeschouwers: 35.450 Scheidsrechter: Miroslav Zelinka (Tsjechië) |

|                                                |                                    |       |                              |                                                                                          |
| 29 maart 2016 «onderlinge duels» 20:45 (UTC+2) | Ierland                            | 2 – 2 | Slowakije                    | Aviva Stadium, Dublin Toeschouwers: 30.217 Scheidsrechter: Ola Hobber Nilsen (Noorwegen) |
| 29 maart 2016 «onderlinge duels» 20:45 (UTC+2) | Long 22' (pen.) McClean 24' (pen.) |       | 14' Stoch 45' (e.d.) McShane | Aviva Stadium, Dublin Toeschouwers: 30.217 Scheidsrechter: Ola Hobber Nilsen (Noorwegen) |

|                                              |          |       |                |                                                                                         |
| 27 mei 2016 «onderlinge duels» 20:45 (UTC+2) | Ierland  | 1 – 1 | Nederland      | Aviva Stadium, Dublin Toeschouwers: 42.438 Scheidsrechter: Artur Soares Dias (Portugal) |
| 27 mei 2016 «onderlinge duels» 20:45 (UTC+2) | Long 30' |       | 85' L. de Jong | Aviva Stadium, Dublin Toeschouwers: 42.438 Scheidsrechter: Artur Soares Dias (Portugal) |

|                                              |          |       |                            |                                                                                      |
| 31 mei 2016 «onderlinge duels» 20:45 (UTC+2) | Ierland  | 1 – 2 | Wit-Rusland                | Turners Cross, Cork Toeschouwers: 7.200 Scheidsrechter: Dejan Jakimovski (Macedonië) |
| 31 mei 2016 «onderlinge duels» 20:45 (UTC+2) | Ward 72' |       | 20' Gordeichuk 63' Volodko | Turners Cross, Cork Toeschouwers: 7.200 Scheidsrechter: Dejan Jakimovski (Macedonië) |

## Het Europees kampioenschap
De loting vond op 12 december 2015 plaats in Parijs. Ierland werd ondergebracht in groep E, samen met België, Zweden en Italië. Op voorhand berekende een wiskundig model dat een land via groep E het minste kans maakt om de finale te bereiken. Groep E werd na de loting dan ook omschreven als de "poule des doods".
Ierland kwam in haar eerste groepsduel in de 48e minuut op 1-0 tegen Zweden. Séamus Coleman gaf een voorzet vanaf rechts die Wes Hoolahan met een dropkick binnenschoot. Ciaran Clark kopte vervolgens in de 71e minuut een voorzet van Zlatan Ibrahimović in eigen doel en bepaalde daarmee de eindstand op 1-1. De Ieren gingen in hun tweede groepswedstrijd met 0-3 onderuit tegen België. Romelu Lukaku leidde in het begin van de tweede helft de eerste treffer in door tijdens een uitbraak Kevin De Bruyne ter hoogte van de middenlijn aan te spelen. Die speelde James McCarthy uit en legde na een dribbel over rechts terug op de meegelopen Lukaku. De Belgische spits schoot de bal vervolgens vanaf de rand van het strafschopgebied in de linkerbenedenhoek. Ruim tien minuten later gaf Thomas Meunier vanaf rechts een voorzet waaruit Axel Witsel ter hoogte van de strafschopstip de 0-2 inkopte. Weer een kleine tien minuten verspeelde invaller James McClean de bal ter hoogte van de Belgische achterlijn aan Meunier. Die stuurde daarna Eden Hazard weg, die een tackle van Ciaran Clark ontweek en na een sprint de bal naar Lukaku speelde. Hij maakte oog in oog met doelman Darren Randolph zijn tweede van de middag. Ierland won daarna haar laatste groepsduel van een al geplaatst en op negen posities gewijzigd Italië: 1-0. Robbie Brady maakte in de 85e minuut het enige doelpunt van de wedstrijd. Hij kopte ter hoogte van de strafschopstip een hoge bal van Wes Hoolahan langs de uitkomende doelman Salvatore Sirigu. De Ieren eindigden zo met vier punten als nummer drie in de poule. Dit was voldoende om als een van de vier beste nummers drie van het toernooi door te gaan naar de achtste finales.
Ierland nam het in haar achtste finale op tegen Frankrijk, de winnaar van groep A. De Ieren kwamen in de tweede minuut met 1-0 voor. Scheidsrechter Nicola Rizzoli beoordeelde contact tussen Paul Pogba en Shane Long in het Franse strafschopgebied als een overtreding en gaf Ierland een strafschop. Brady schoot vanaf elf meter raak. Antoine Griezmann bezorgde Frankrijk met twee treffers na rust alsnog de overwinning. Hij maakte in de 57e minuut gelijk door een voorzet van Bacary Sagna vanaf rechts ter hoogte van de penaltystip in te koppen. Vier minuten later verstuurde de Franse verdediger Laurent Koscielny een lange bal vanaf de eigen helft, die Olivier Giroud vanaf de rand van het Ierse strafschopgebied naar hem doorkopte. Daarop schoot hij Frankrijk met een laag schot in de rechterhoek op 1-2. Dat bleek ook de eindstand. Het toernooi zat erop voor Ierland. Shane Duffy kreeg in de 66e minuut nog een directe rode kaart voor het tackelen van de doorgebroken Griezman.

### Uitrustingen
| Thuis | Thuis | Doelman | Doelman | Doelman |

### Technische staf
|                 |                       |
| Functie         | Naam                  |
| Bondscoach      | Martin O'Neill (foto) |
| Assistent-coach | Roy Keane             |
| Assistent-coach | Steve Walford         |
| Assistent-coach | Steve Guppy           |
| Keeperstrainer  | Jim McDonagh          |

### Selectie en statistieken
| Nr. | Naam             | Geboortedatum | GW |   |   |   |   |   |   | Club                 | Positie(s) |
| --- | ---------------- | ------------- | -- | - | - | - | - | - | - | -------------------- | ---------- |
| 1   | Keiren Westwood  | 23-10-1984    | 0  | 0 | 0 | 0 | 0 | 0 | 0 | Sheffield Wednesday  | GK         |
| 2   | Séamus Coleman   | 11-10-1988    | 4  | 0 | 1 | 0 | 0 | 0 | 0 | Everton              | RB         |
| 3   | Ciaran Clark     | 26-09-1989    | 2  | 0 | 0 | 0 | 0 | 0 | 0 | Aston Villa          | CB, LB     |
| 4   | John O'Shea      | 30-04-1981    | 3  | 0 | 0 | 0 | 0 | 1 | 0 | Sunderland           | CB         |
| 5   | Richard Keogh    | 11-08-1986    | 2  | 0 | 0 | 0 | 0 | 0 | 0 | Derby County         | CB, RB     |
| 6   | Glenn Whelan     | 13-01-1984    | 2  | 0 | 1 | 0 | 0 | 0 | 0 | Stoke City           | DM, CM     |
| 7   | Aiden McGeady    | 04-04-1986    | 3  | 0 | 0 | 0 | 0 | 3 | 0 | Sheffield Wednesday  | RW, LW, AM |
| 8   | James McCarthy   | 12-11-1990    | 4  | 0 | 1 | 0 | 0 | 0 | 4 | Everton              | CM, DM     |
| 9   | Shane Long       | 22-01-1987    | 4  | 0 | 2 | 0 | 0 | 0 | 2 | Southampton          | CF, RW     |
| 10  | Robbie Keane     | 08-07-1980    | 2  | 0 | 0 | 0 | 0 | 2 | 0 | LA Galaxy            | CF, LW     |
| 11  | James McClean    | 22-04-1989    | 4  | 0 | 0 | 0 | 0 | 2 | 1 | West Bromwich Albion | LW, RW, AM |
| 12  | Shane Duffy      | 01-01-1992    | 2  | 0 | 0 | 0 | 1 | 0 | 0 | Blackburn Rovers     | CB         |
| 13  | Jeff Hendrick    | 31-01-1992    | 4  | 0 | 2 | 0 | 0 | 0 | 0 | Derby County         | CM, DM     |
| 14  | Jonathan Walters | 20-09-1983    | 2  | 0 | 0 | 0 | 0 | 1 | 1 | Stoke City           | RW, CF     |
| 15  | Cyrus Christie   | 30-09-1992    | 0  | 0 | 0 | 0 | 0 | 0 | 0 | Derby County         | RB, CB, LB |
| 16  | Shay Given       | 20-04-1976    | 0  | 0 | 0 | 0 | 0 | 0 | 0 | Stoke City           | GK         |
| 17  | Stephen Ward     | 20-08-1985    | 3  | 0 | 1 | 0 | 0 | 0 | 0 | Burnley              | LB, LW     |
| 18  | David Meyler     | 29-05-1989    | 0  | 0 | 0 | 0 | 0 | 0 | 0 | Hull City            | CM, RW, LW |
| 19  | Robbie Brady     | 14-01-1992    | 4  | 2 | 0 | 0 | 0 | 0 | 0 | Norwich City         | LB, LW, RW |
| 20  | Wes Hoolahan     | 20-05-1982    | 4  | 1 | 0 | 0 | 0 | 2 | 2 | Norwich City         | AM, LW     |
| 21  | Daryl Murphy     | 15-03-1983    | 2  | 0 | 0 | 0 | 0 | 0 | 2 | Stoke City           | CF, LW, RW |
| 22  | Stephen Quinn    | 04-04-1986    | 1  | 0 | 0 | 0 | 0 | 1 | 0 | Reading              | CM, AM, LW |
| 23  | Darren Randolph  | 12-05-1987    | 4  | 0 | 0 | 0 | 0 | 0 | 0 | West Ham United      | GK         |

### Wedstrijden
| Nr. | Land    | GW | W | G | V | DV | DT | DS | Ptn |
| --- | ------- | -- | - | - | - | -- | -- | -- | --- |
| 1   | Italië  | 3  | 2 | 0 | 1 | 3  | 1  | +2 | 6   |
| 2   | België  | 3  | 2 | 0 | 1 | 4  | 2  | +2 | 6   |
| 3   | Ierland | 3  | 1 | 1 | 1 | 2  | 4  | -2 | 4   |
| 4   | Zweden  | 3  | 0 | 1 | 2 | 1  | 3  | -2 | 1   |

#### Groepsfase
|                                               |              |       |                  |                                                                                          |
| 13 juni 2016 «onderlinge duels» 18:00 (UTC+2) | Ierland      | 1 – 1 | Zweden           | Stade de France, Saint-Denis Toeschouwers: 73.419 Scheidsrechter: Milorad Mažić (Servië) |
| 13 juni 2016 «onderlinge duels» 18:00 (UTC+2) | Hoolahan 48' |       | 71' (e.d.) Clark | Stade de France, Saint-Denis Toeschouwers: 73.419 Scheidsrechter: Milorad Mažić (Servië) |

| Ierland | Zweden |

| Ierland:       |    |                  |         |
|                |    |                  |         |
| GK             | 23 | Darren Randolph  |         |
| RB             | 2  | Séamus Coleman   |         |
| CB             | 4  | John O'Shea      |         |
| CB             | 3  | Ciaran Clark     |         |
| LB             | 19 | Robbie Brady     |         |
| DM             | 6  | Glenn Whelan     | 77'     |
| CM             | 8  | James McCarthy   | 43' 85' |
| CM             | 13 | Jeff Hendrick    |         |
| AM             | 20 | Wes Hoolahan     | 78'     |
| CF             | 14 | Jonathan Walters | 64'     |
| CF             | 9  | Shane Long       |         |
| Wisselspelers: |    |                  |         |
| FW             | 11 | James McClean    | 64'     |
| FW             | 10 | Robbie Keane     | 78'     |
| MF             | 7  | Aiden McGeady    | 85'     |
| Coach:         |    |                  |         |
| Martin O'Neill |    |                  |         |

| Zweden:        |    |                    |     |
|                |    |                    |     |
| GK             | 1  | Andreas Isaksson   |     |
| RB             | 2  | Mikael Lustig      | 45' |
| CB             | 14 | Victor Lindelöf    | 61' |
| CB             | 4  | Andreas Granqvist  |     |
| LB             | 5  | Martin Olsson      |     |
| RM             | 7  | Sebastian Larsson  |     |
| CM             | 18 | Oscar Lewicki      | 86' |
| CM             | 9  | Kim Källström      |     |
| LM             | 6  | Emil Forsberg      |     |
| CF             | 11 | Marcus Berg        | 59' |
| CF             | 10 | Zlatan Ibrahimović |     |
| Wisselspelers: |    |                    |     |
| DF             | 3  | Erik Johansson     | 45' |
| FW             | 20 | John Guidetti      | 59' |
| MF             | 8  | Albin Ekdal        | 86' |
| Coach:         |    |                    |     |
| Erik Hamrén    |    |                    |     |

Man van de wedstrijd:

 Wes Hoolahan

|                                               |                               |       |         |                                                                                              |
| 18 juni 2016 «onderlinge duels» 15:00 (UTC+2) | België                        | 3 – 0 | Ierland | Nouveau Stade Bordeaux, Bordeaux Toeschouwers: 39.493 Scheidsrechter: Cüneyt Çakır (Turkije) |
| 18 juni 2016 «onderlinge duels» 15:00 (UTC+2) | R. Lukaku 48', 70' Witsel 61' |       |         | Nouveau Stade Bordeaux, Bordeaux Toeschouwers: 39.493 Scheidsrechter: Cüneyt Çakır (Turkije) |

| België | Ierland |

| België:        |    |                   |     |
|                |    |                   |     |
| GK             | 1  | Thibaut Courtois  |     |
| RB             | 16 | Thomas Meunier    |     |
| CB             | 2  | Toby Alderweireld |     |
| CB             | 3  | Thomas Vermaelen  | 49' |
| LB             | 5  | Jan Vertonghen    |     |
| CM             | 19 | Moussa Dembélé    | 57' |
| CM             | 6  | Axel Witsel       |     |
| RW             | 11 | Yannick Carrasco  | 64' |
| AM             | 7  | Kevin De Bruyne   |     |
| LW             | 10 | Eden Hazard       |     |
| CF             | 9  | Romelu Lukaku     | 82' |
| Wisselspelers: |    |                   |     |
| MF             | 4  | Radja Nainggolan  | 57' |
| MF             | 14 | Dries Mertens     | 64' |
| FW             | 20 | Christian Benteke | 82' |
| Coach:         |    |                   |     |
| Marc Wilmots   |    |                   |     |

| Ierland:       |    |                 |     |
|                |    |                 |     |
| GK             | 23 | Darren Randolph |     |
| RB             | 2  | Séamus Coleman  |     |
| CB             | 4  | John O'Shea     |     |
| CB             | 3  | Ciaran Clark    |     |
| LB             | 17 | Stephen Ward    |     |
| RM             | 13 | Jeff Hendrick   | 42' |
| CM             | 6  | Glenn Whelan    |     |
| CM             | 8  | James McCarthy  | 62' |
| LM             | 19 | Robbie Brady    |     |
| AM             | 20 | Wes Hoolahan    | 72' |
| CF             | 9  | Shane Long      | 79' |
| Wisselspelers: |    |                 |     |
| FW             | 11 | James McClean   | 62' |
| MF             | 7  | Aiden McGeady   | 72' |
| FW             | 10 | Robbie Keane    | 79' |
| Coach:         |    |                 |     |
| Martin O'Neill |    |                 |     |

Man van de wedstrijd:

 Axel Witsel

|                                               |        |           |         | |
| 22 juni 2016 «onderlinge duels» 21:00 (UTC+2) | Italië | 0 – 1     | Ierland | Grand Stade Lille Métropole, Villeneuve-d'Ascq Toeschouwers: 44.268 Scheidsrechter: Ovidiu Haţegan (Roemenië) |
| 22 juni 2016 «onderlinge duels» 21:00 (UTC+2) |        | 85' Brady |         | Grand Stade Lille Métropole, Villeneuve-d'Ascq Toeschouwers: 44.268 Scheidsrechter: Ovidiu Haţegan (Roemenië) |

| Italië | Ierland |

| Italië:        |    |                       |           |
|                |    |                       |           |
| GK             | 12 | Salvatore Sirigu      | 39'       |
| CB             | 15 | Andrea Barzagli       | 79'       |
| CB             | 19 | Leonardo Bonucci      |           |
| CB             | 5  | Angelo Ogbonna        |           |
| RM             | 21 | Federico Bernardeschi | 60'       |
| CM             | 14 | Stefano Sturaro       |           |
| DM             | 10 | Thiago Motta          |           |
| CM             | 8  | Alessandro Florenzi   |           |
| LM             | 2  | Mattia De Sciglio     | 82'       |
| CF             | 7  | Simone Zaza           | 87'       |
| CF             | 11 | Ciro Immobile         | 74'       |
| Wisselspelers: |    |                       |           |
| DF             | 4  | Matteo Darmian        | 60'       |
| MF             | 20 | Lorenzo Insigne       | 74' 90+1' |
| FW             | 22 | Stephan El Shaarawy   | 82'       |
| Coach:         |    |                       |           |
| Antonio Conte  |    |                       |           |

| Ierland:       |    |                 |         |
|                |    |                 |         |
| GK             | 23 | Darren Randolph |         |
| RB             | 2  | Séamus Coleman  |         |
| CB             | 12 | Shane Duffy     |         |
| CB             | 5  | Richard Keogh   |         |
| LB             | 17 | Stephen Ward    | 73'     |
| DM             | 8  | James McCarthy  | 77'     |
| CM             | 13 | Jeff Hendrick   |         |
| CM             | 19 | Robbie Brady    |         |
| RW             | 9  | Shane Long      | 39' 90' |
| CF             | 21 | Daryl Murphy    | 70'     |
| LW             | 11 | James McClean   |         |
| Wisselspelers: |    |                 |         |
| MF             | 7  | Aiden McGeady   | 70'     |
| FW             | 20 | Wes Hoolahan    | 77'     |
| MF             | 22 | Stephen Quinn   | 90'     |
| Coach:         |    |                 |         |
| Martin O'Neill |    |                 |         |

Man van de wedstrijd:

 Robbie Brady

#### Achtste finale
|                                               |                    |       |                 |                                                                                       |
| 26 juni 2016 «onderlinge duels» 15:00 (UTC+2) | Frankrijk          | 2 – 1 | Ierland         | Stade des Lumières, Lyon Toeschouwers: 56.279 Scheidsrechter: Nicola Rizzoli (Italië) |
| 26 juni 2016 «onderlinge duels» 15:00 (UTC+2) | Griezmann 57', 61' |       | 2' (pen.) Brady | Stade des Lumières, Lyon Toeschouwers: 56.279 Scheidsrechter: Nicola Rizzoli (Italië) |

| Frankrijk | Ierland |

| Frankrijk:       |    |                     |           |
|                  |    |                     |           |
| GK               | 1  | Hugo Lloris         |           |
| RB               | 19 | Bacary Sagna        |           |
| CB               | 4  | Adil Rami           | 44'       |
| CB               | 21 | Laurent Koscielny   |           |
| LB               | 3  | Patrice Evra        |           |
| DM               | 5  | N'Golo Kanté        | 27' 46'   |
| CM               | 14 | Blaise Matuidi      |           |
| CM               | 15 | Paul Pogba          |           |
| RW               | 7  | Antoine Griezmann   |           |
| CF               | 9  | Olivier Giroud      | 74'       |
| LW               | 8  | Dimitri Payet       |           |
| Wisselspelers:   |    |                     |           |
| MF               | 20 | Kingsley Coman      | 46' 90+3' |
| FW               | 10 | André-Pierre Gignac | 74'       |
| MF               | 18 | Moussa Sissoko      | 90+3'     |
| Coach:           |    |                     |           |
| Didier Deschamps |    |                     |           |

| Ierland:       |    |                  |     |
|                |    |                  |     |
| GK             | 23 | Darren Randolph  |     |
| RB             | 2  | Séamus Coleman   | 25' |
| CB             | 12 | Shane Duffy      | 66' |
| CB             | 5  | Richard Keogh    |     |
| LB             | 17 | Stephen Ward     |     |
| DM             | 8  | James McCarthy   | 72' |
| CM             | 13 | Jeff Hendrick    | 41' |
| CM             | 19 | Robbie Brady     |     |
| RW             | 9  | Shane Long       | 72' |
| CF             | 21 | Daryl Murphy     | 65' |
| LW             | 11 | James McClean    | 69' |
| Wisselspelers: |    |                  |     |
| FW             | 14 | Jonathan Walters | 65' |
| DF             | 4  | John O'Shea      | 69' |
| FW             | 20 | Wes Hoolahan     | 72' |
| Coach:         |    |                  |     |
| Martin O'Neill |    |                  |     |

Man van de wedstrijd:

 Antoine Griezmann
FAI · A-internationals · Bondscoaches · Statistieken · Iers vrouwenelftal · Olympisch elftal · Ierland U21 · Ierland U20 · Ierland U19 · Ierland U18 · Ierland U17 · Ierland U16 · Vrouwen U17
1924 – 1929 ·
1930 – 1939 ·
1940 – 1949 ·
1950 – 1959 ·
1960 – 1969 ·
1970 – 1979 ·
1980 – 1989 ·
1990 – 1999 ·
2000 – 2009 ·
2010 – 2019 ·
2020 − 2029
EK 1988 · 
EK 2012 · 
EK 2016
WK 1990 · 
WK 1994 · 
WK 2002
1924 · 
1925 · 
1926 · 
1927 · 
1928 · 
1929 · 
1930 · 
1931 · 
1932 · 
1933 · 
1934 · 
1935 · 
1936 · 
1937 · 
1938 · 
1939 · 
1940 · 1941 · 1942 · 1943 · 1944 · 1945 · 
1946 · 
1947 · 
1948 · 
1949 · 
1950 · 
1951 · 
1952 · 
1953 · 
1954 · 
1955 · 
1956 · 
1957 · 
1958 · 
1959 · 
1960 · 
1961 · 
1962 · 
1963 · 
1964 · 
1965 · 
1966 · 
1967 · 
1968 · 
1969 · 
1970 · 
1971 · 
1972 · 
1973 · 
1974 · 
1975 · 
1976 · 
1977 · 
1978 · 
1979 · 
1980 · 
1981 · 
1982 · 
1983 · 
1984 · 
1985 · 
1986 · 
1987 · 
1988 · 
1989 · 
1990 · 
1991 · 
1992 · 
1993 · 
1994 · 
1995 · 
1996 · 
1997 · 
1998 · 
1999 · 
2000 · 
2001 · 
2002 · 
2003 · 
2004 · 
2005 · 
2006 · 
2007 · 
2008 · 
2009 · 
2010 · 
2011 · 
2012 · 
2013 · 
2014 · 
2015 ·
2016 ·
2017 ·
2018 ·
2019 ·
2020 ·
2021
Albanië ·
Algerije ·
Andorra ·
Argentinië ·
Armenië ·
Australië ·
Azerbeidzjan ·
België ·
Bolivia ·
Bosnië en Herzegovina ·
Brazilië ·
Bulgarije ·
Canada ·
Chili ·
China ·
Colombia ·
Costa Rica ·
Cyprus ·
Denemarken ·
Duitsland ·
Ecuador ·
Egypte ·
Engeland ·
Estland ·
Faeröer ·
Finland ·
Frankrijk ·
Georgië ·
Gibraltar ·
Griekenland ·
Hongarije ·
IJsland ·
Iran ·
Israël ·
Italië ·
Jamaica ·
Joegoslavië ·
Kameroen ·
Kazachstan ·
Kroatië ·
Letland ·
Liechtenstein ·
Litouwen ·
Luxemburg ·
Malta ·
Marokko ·
Mexico ·
Moldavië ·
Montenegro ·
Nederland ·
Nieuw-Zeeland ·
Nigeria ·
Noord-Ierland ·
Noord-Macedonië ·
Noorwegen ·
Oekraïne ·
Oman ·
Oostenrijk ·
Paraguay ·
Polen ·
Portugal ·
Qatar ·
Roemenië ·
Rusland ·
San Marino ·
Saoedi-Arabië ·
Schotland ·
Servië ·
Slowakije ·
Sovjet-Unie ·
Spanje ·
Trinidad en Tobago ·
Tsjechië ·
Tsjecho-Slowakije ·
Tunesië ·
Turkije ·
Uruguay ·
Verenigde Staten ·
Wales ·
Wit-Rusland ·
Zuid-Afrika ·
Zweden ·
Zwitserland
België (2016) · 
Italië (2012) · 
Kroatië (2012) · 
Spanje (2012) · 
Zweden (2016)